# Ifoksetyna
Ifoksetyna – organiczny związek chemiczny z grupy selektywnych inhibitorów zwrotnego wychwytu serotoniny. Nigdy nie została wprowadzona na rynek jako lek przeciwdepresyjny.
W badaniach w latach 80. XX wieku wskazano, że ifoksetyna selektywnie hamuje wychwyt zwrotny serotoniny w mózgu, rzekomo nie wpływając na ten wychwyt w obwodowym układzie nerwowym, a także wykazuje skuteczne działanie i bardzo dobrą tolerancję, nie powodując przy tym prawie żadnych fizycznych działań niepożądanych ani innych dolegliwości budzących poważne obawy.